# Platanthera reznicekii
Platanthera reznicekii är en orkidéart som beskrevs av Catling, Brownell och G.Allen. Platanthera reznicekii ingår i släktet nattvioler, och familjen orkidéer. Inga underarter finns listade i Catalogue of Life.